# Adrian Enescu
Adrian-Floru Enescu (Bucarest, 31 marzo 1948 – Bucarest, 19 agosto 2016) è stato un compositore e direttore d'orchestra rumeno, autore di numerose colonne sonore per il cinema.
Come musicista, è stato un pioniere della musica elettronica rumena durante gli anni settanta e ottanta.

## Biografia
Nato a Bucarest, ha iniziato a studiare pianoforte presso il liceo musicale n. 2 della capitale rumena. Più tardi si è diplomato al conservatorio "Ciprian Porumbescu", seguendo le lezioni di armonia dei maestri Aurel Stroe e Alexandru Pascanu.
Tra le sue opere figurano musica per balletto in Italia, Cina e Australia, nonché musica per teatro in Romania, Paesi Bassi, Belgio, Giappone, Australia, Canada, Colombia e Costa Rica.
Si è spento all'età di 68 anni nella sua città natale.

## Produzione artistica

### Colonne sonore
- 2014 Kira, Kiralina
- 2005 Femeia visurilor
- 2005 Second-Hand
- 2002 Noro
- 2001 Struma (documentario)
- 1999 Love and Other Unspeakable Acts
- 1998 L'ultima stazione
- 1996 Eu sunt Adam!
- 1994 Pepi și Fifi
- 1994 Somnul insulei
- 1994 Thalassa, Thalassa
- 1992 Domnișoara Christina
- 1992 Hotel de lux
- 1991 Unde la soare e frig
- 1990 Coroana de foc
- 1989 Flori de gheață
- 1989 Mircea
- 1988 Hanul dintre dealuri
- 1988 Rezervă la start
- 1987 François Villon - Poetul vagabond
- 1986 Umbrele soarelui
- 1985 Ringul
- 1985 Adela
- 1985 Ciuleandra
- 1985 Noi, cei din linia întîi
- 1985 Pas în doi
- 1985 Racolarea
- 1983 Dreptate în lanțuri
- 1983 Faleze de nisip
- 1983 Să mori rănit din dragoste de viață
- 1982 Așteptînd un tren
- 1982 Concurs
- 1982 Sfîrșitul noptii
- 1981 Pruncul, petrolul și Ardelenii
- 1981 Semnul șarpelui
- 1979 Artista, dolarii și Ardelenii
- 1979 Bietul Ioanide
- 1978 Doctorul Poenaru
- 1978 Pe firul apei
- 1978 Profetul, aurul și Ardelenii
- 1978 Revansa
- 1977 L'art de la conversation
- 1977 Rîul care urca muntele
- 1977 Tufa de Veneția
- 1977 Urgia
- 1976 Tănase Scatiu
- 1973 Întoarcerea lui Magellan
- 1973 Șapte zile
- 1973 Une seule nuit dans le studio (film TV)